# José Loayza
José Loayza Pedraza (Santa Cruz de la Sierra, 9 settembre 1976) è un ex calciatore boliviano, di ruolo difensore.

## Caratteristiche tecniche
Giocava come difensore centrale.

## Carriera

### Club
Loayza esordì nella prima divisione boliviana nella stagione 1997, giocando per il Wilstermann di Cochabamba. Con tale compagine disputò tre campionati, di cui l'ultimo fu quello del 1999. Nel 2000 passò al Blooming, formazione di Santa Cruz de la Sierra; vi rimase un solo torneo, presenziando in 31 occasioni, per poi tornare al Wilstermann. Nel 2003 lasciò nuovamente Cochabamba per Santa Cruz: questa volta l'esperienza al Blooming fu più duratura e lo vide scendere in campo per 58 volte. Nel 2005 giocò per il Real Potosí, mentre passò il 2006 nella rosa del La Paz. Nel 2007 si trasferì all'Oriente Petrolero, con cui trovò spazio in 20 gare. Nel 2010 terminò la carriera dopo aver disputato 7 incontri con l'Universitario di Sucre; l'ultima partita la giocò il 28 novembre 2010 con il Real Mamoré, sua ex squadra.

### Nazionale
Nel 2001 venne incluso nella lista per la Copa América. In tale competizione, però, non fu mai impiegato.